# 알하마다니아 스타디움
알함다니아 스타디움(아랍어: ملعب الحمدانية, 영어: Al-Hamadaniah Stadium)은 시리아 알레포에 있는 18,000명을 수용할 수 있는 다목적 경기장이다.